# Adalbert-Atto van Canossa
Adalbert-Atto van Canossa (ca. 920 - 13 februari 988) was een lage Italiaans edelman die bescherming bood aan de vluchtende koningin Adelheid, zelfs toen zijn kasteel werd belegerd. Hierdoor kwam hij blijvend in de gunst van Adelheid en haar tweede man Otto I de Grote. Hij werd zo een van de machtigste Italiaanse edelen en zijn nakomelingen hebben tot in de twaalfde eeuw een belangrijke rol gespeeld in de politiek van Italië en het Heilige Roomse Rijk.
Adalbert-Atto was een vazal van de bisschop van Reggio toen hij in 951 toevlucht bood aan koningin Adelheid. Koning Otto en Arduin van Auriate, markgraaf van Turijn, dwongen Berengarius II van Italië om het beleg op te heffen. Dit was het begin van Adalbart-Atto's opkomst, en van zijn verbondenheid met Arduin - zijn dochter zou later met Arduins zoon trouwen. In 958 werd Adalbert-Atto benoemd tot graaf van Canossa en in 961 stichtte hij daar het Sint Appoloniusklooster. In 962 is hij ook graaf van Modena en Reggio, en in 977 ook van Mantua. Dit waren allemaal graafschappen die daarvoor onder het gezag van de bisschoppen van die steden vielen. Voor Adalbert-Atto werd voor deze drie graafschappen een regeling getroffen waarbij de bisschoppen de grafelijke rechten over de steden behielden, en Adalbert-Atto de grafelijke rechten over de omliggende gebieden kreeg. Hij koos uiteindelijk Mantua als residentie en zou zich op grote schaal kerkelijke bezittingen hebben toegeëigend. Adalbert-Atto verbond zich met Hendrik II van Beieren (hertog) toen die in 984 probeerde om keizer te worden. Hendrik gaf hem de titel markgraaf, waardoor Adalbert-Atto ook macht kreeg over Parma, Piacenza, Bergamo, Cremona en Brescia. Hoewel het Hendrik uiteindelijk niet lukte om koning te worden lijkt het erop dat Adalbert-Atto ten minste een deel van zijn nieuwe bezittingen heeft kunnen behouden omdat ook zijn zoons daar later functies bekleedden. Adalbert-Atto is begraven in het Sint Appoloniusklooster te Canossa.
Adalbert-Atto was een zoon van Siegfried, een edelman uit Lucca die het kasteel van Canossa stichtte. Adalbert-Atto trouwde met Hildegard (ca. 930 - 11 januari 982), begraven in het Sint Appoloniusklooster te Canossa, vermoedelijk uit de familie van de hertogen van Spoleto. Zij kregen de volgende kinderen:
- Rudolf, overleden voor zijn vader en begraven in Canossa
- Teodald, (ovl. ca. 1012), markgraaf en graaf van Reggio, steunt keizer Hendrik II de Heilige tegen Italiaanse opstandelingen en verwerft daardoor Ferrara (stad).
- Prangarda, gehuwd met Manfred I van Turijn
- Godfried, bisschop van Brescia